# Piskoșîne, Vesele
Piskoșîne (în ucraineană Піскошине) este un sat în comuna Menciîkurî din raionul Vesele, regiunea Zaporijjea, Ucraina.

## Demografie
Componența lingvistică a localității Piskoșîne
     Ucraineană (93,38%)
     Rusă (5,33%)
     Română (1,29%)
Conform recensământului din 2001, majoritatea populației localității Piskoșîne era vorbitoare de ucraineană (93,38%), existând în minoritate și vorbitori de rusă (5,33%) și română (1,29%).